# Thriller (album)
Thriller je šesti studijski album ameriškega pevca Michaela Jacksona. Album je izšel 30. novembra 1982 pri založbi Epic Records, posnet pa je bil v znanem glasbenem studiu Westlake Recording Studios v Los Angelesu, Kalifornija). Ta album je sledil že prav tako uspešnemu Off the Wall iz leta 1979. Thriller do danes ostaja najbolje prodajani album vseh časov, saj je bil prodan kar v 109 milijonih izvodov po vsem svetu. Obsega namreč več žanrov, od R&B, pop, rock, funk do disko glasbe, ukvarja pa se bolj s temačnimi temami. Ta album je Jacksona izstrelil med največje super zvezde in glasbenike dvajsetega stoletja.
Pri snemanju mu je s proračunom $750.000 pomagal nepogrešljivi producent Quincy Jones. Jackson je sam napisal štiri pesmi od devetih na albumu. Predvidevali so, da bo pesem »Thriller« le majhna uspešnica, a se je izkazalo ravno obratno. Poleg te pesmi sta najbolj popularni še »Beat It« in »Billie Jean«. Kar sedem singlov z albuma je doseglo prva mesta na lestvicah, ostala dva pa sta se uvrščala med deset najbolj poslušanih. Thriller je leta 1984 prejel tudi rekordnih 8 grammyjev.
Leta 2008 ga je ameriška Kongresna knjižnica uvrstila v Narodni register posnetkov kot »kulturno, zgodovinsko ali estetsko pomemben« posnetek.

## Seznam skladb
Vse pesmi je napisal in uglasbil Michael Jackson, razen kjer je posebej napisano.
| Stran 1 | Stran 1                        | Stran 1 |
| Št.     | Naslov                         | Dolžina |
| ------- | ------------------------------ | ------- |
| 1.      | „Wanna Be Startin' Somethin'‟  | 6:02    |
| 2.      | „Baby Be Mine‟ (Rod Temperton) | 4:20    |
| 3.      | „The Girl Is Mine‟             | 3:41    |
| 4.      | „Thriller‟ (Temperton)         | 5:57    |

| Stran 2 | Stran 2                                                   | Stran 2 |
| Št.     | Naslov                                                    | Dolžina |
| ------- | --------------------------------------------------------- | ------- |
| 5.      | „Beat It‟                                                 | 4:18    |
| 6.      | „Billie Jean‟                                             | 4:54    |
| 7.      | „Human Nature‟ (John Bettis/Steve Porcaro)                | 4:07    |
| 8.      | „P.Y.T. (Pretty Young Thing)‟ (James Ingram/Quincy Jones) | 3:58    |
| 9.      | „The Lady in My Life‟ (Temperton)                         | 4:59    |